# Zachery Peacock
Pour les articles homonymes, voir Peacock.
Zachery Peacock, né le 13 octobre 1987 à Miami en Floride, est un joueur américain de basket-ball. Il évolue au poste d'ailier fort.

## Biographie
Durant l'été 2013, il signe en France à Boulogne-sur-Mer pour jouer en Pro B, la deuxième division du championnat français. À la fin de la saison, il est désigné MVP étranger du championnat et son équipe gagne le titre en terminant première de la saison régulière.
Grâce à ses bonnes performances, en juin 2014, il rejoint Cholet où il évolue en première division du championnat français. En janvier 2015, son contrat est rompu par le club français, celui-ci lui reprochant d'avoir frappé un de ses coéquipiers, Nick Minnerath, lors d'un entraînement.
Après son éviction de Cholet, il rejoint l'équipe turque de Mondi Meliksah Universitesi (en) en deuxième division de Turquie (en) pour la fin de saison 2014-2015.
Il réalise une bonne saison avec la JL Bourg en 2015-2016. Le club monte en Pro A à l'issue de la saison régulière, Peacock a proposé cette saison-là : 17,9 points - 6,8 rebonds - 1,9 passe et 19,9 d'évaluation en 30 rencontres de Pro B.
Déjà sous contrat avec la JL Bourg jusqu'en 2020, le club annonce le 14 juin 2019 avoir prolongé le contrat de son capitaine jusqu'à la fin de saison 2021.
En juillet 2021, Zachery Peacock signe un contrat d'un an avec Le Mans Sarthe Basket en première division française. Néanmoins, Peacock ne se présente pas à la reprise de l'entraînement dû au décès de son frère  en août et son contrat est rompu par le club. Il rejoint en octobre le club de Fos Provence Basket pour remplacer Nik Caner-Medley, absent en raison d'une blessure.

## Palmarès

### En club
- Champion de France de Pro B en 2014 avec Boulogne-sur-Mer et en 2017 avec la JL Bourg.
- Vainqueur de la Leaders Cup de Pro B 2016 avec la JL Bourg.

### Distinctions personnelles
- MVP étranger de la saison 2013-2014 de Pro B[2].
- Sélectionné au All-Star Game LNB en 2014 et en 2017.
- MVP de la saison 2016-2017 de Pro B.
- MVP de la saison 2017-2018 de Pro A.

## Statistiques

### Universitaires
Les statistiques de Zachery Peacock en matchs universitaires sont les suivantes :
| Saison    | Équipe       | Matchs | 5 Dép. | Minutes | % Tirs | % 3pts | % LF | Rbds/m | PassD/m | Int/m | Ctrs/m | Pts/m |
| --------- | ------------ | ------ | ------ | ------- | ------ | ------ | ---- | ------ | ------- | ----- | ------ | ----- |
| 2006-2007 | Georgia Tech | 30     | 9      | 19,1    | 48,1   | 28,9   | 56,2 | 2,93   | 0,67    | 0,63  | 0,27   | 5,47  |
| 2007-2008 | Georgia Tech | 27     | 0      | 20,7    | 50,3   | 30,0   | 80,6 | 3,93   | 1,00    | 0,89  | 0,44   | 9,93  |
| 2008-2009 | Georgia Tech | 30     | 30     | 24,7    | 45,6   | 40,0   | 73,3 | 4,80   | 0,93    | 1,07  | 0,70   | 9,23  |
| 2009-2010 | Georgia Tech | 35     | 2      | 22,5    | 47,7   | 37,3   | 79,1 | 4,09   | 0,97    | 1,03  | 0,29   | 8,57  |
| Carrière  | Carrière     | 122    | 41     | 21,8    | 47,8   | 33,3   | 73,7 | 3,94   | 0,89    | 0,91  | 0,42   | 8,27  |

### Professionnelles
Les statistiques de Zachery Peacock en championnat sont les suivantes,, :
| MVP de la saison | MVP étranger | Meilleur joueur de cette catégorie statistique de la saison | Vainqueur du championnat |

| Saison    | Équipe            | Championnat | Matchs | 5 Dép. | Minutes | % Tirs | % 3pts | % LF | Rbds/m | PassD/m | Int/m | Ctrs/m | Pts/m |
| --------- | ----------------- | ----------- | ------ | ------ | ------- | ------ | ------ | ---- | ------ | ------- | ----- | ------ | ----- |
| 2010-2011 | Gießen 46ers      | Bundesliga  | 34     | 31     | 25,1    | 56,0   | 25,0   | 68,0 | 6,4    | 0,7     | 1,0   | 0,1    | 13,7  |
| 2011-2012 | Bremerhaven       | Bundesliga  | 34     | 31     | 26,4    | 51,5   | 22,2   | 69,2 | 5,4    | 1,0     | 1,0   | 0,3    | 11,8  |
| 2012-2013 | Fraport Skyliners | Bundesliga  | 33     | 30     | 24,9    | 53,7   | 12,5   | 71,7 | 5,2    | 0,9     | 1,2   | 0,3    | 15,4  |
| 2013-2014 | Boulogne-sur-Mer  | Pro B       | 41     | 41     | 31,3    | 58,1   | 40,5   | 87,4 | 8,0    | 1,4     | 1,4   | 0,5    | 20,0  |
| 2014-2015 | Cholet            | Pro A       | 16     | 16     | 29,1    | 57,1   | 39,1   | 81,8 | 6,4    | 1,6     | 1,4   | 0,1    | 13,4  |
| 2014-2015 | Melikşah          | TB2L (en)   | 11     | 8      | 28,6    | 65,7   | 0,0    | 82,6 | 8,5    | 1,4     | 1,5   | 0,5    | 16,4  |
| 2015-2016 | JL Bourg          | Pro B       | 31     | 28     | 27,6    | 56,2   | 34,2   | 74,8 | 6,8    | 1,3     | 1,3   | 0,7    | 15,7  |
| 2016-2017 | JL Bourg          | Pro B       | 31     | 30     | 28,4    | 59,4   | 33,9   | 69,3 | 6,7    | 1,9     | 1,1   | 0,2    | 17,8  |
| 2017-2018 | JL Bourg          | Pro A       | 32     | 32     | 30,9    | 55,7   | 46,2   | 76,0 | 6,1    | 2,31    | 0,9   | 0,4    | 19,3  |
| 2018-2019 | JL Bourg          | Jeep Élite  | 32     | 31     | 30,7    | 50,0   | 39,2   | 73,1 | 4,5    | 1,9     | 1,1   | 0,3    | 17,8  |
| 2019-2020 | JL Bourg          | Jeep Élite  | 25     | 25     | 27,7    | 51,0   | 40,0   | 72,6 | 4,9    | 2,2     | 0,9   | 0,3    | 13,6  |